# Caryophyllus
- Commons
- Wikispecies

Caryophyllus L. é um género botânico da família das Myrtaceae.

## Sinonímia
- Syzygium R. Br. ex Gaertn.

## Espécies
- Caryophyllus aromaticus L.
- Caryophyllus barbatus Hill
- Caryophyllus jambos (L.) Stokes
- Caryophyllus malaccensis (L.) Stokes
- Caryophyllus racemosus Mill.
- Lista completa

## Classificação do gênero
| Sistema | Classificação                      | Referência               |
| ------- | ---------------------------------- | ------------------------ |
| Linné   | Classe Polyandria, ordem Monogynia | Species plantarum (1753) |